# Retour sur image
Retour sur image (The Entire History of You) est un épisode de la série britannique Black Mirror diffusé sur Channel 4 le 18 décembre 2011. Troisième et dernier épisode de la première saison de la série créée par Charlie Brooker, il a été écrit par Jesse Armstrong, créateur de Peep Show et Fresh Meat et scénariste de la satire politique The Thick of It.
Après l'avoir visionné, Robert Downey Jr. a acheté les droits d'adaptation pour le cinéma.

## Contexte
Black Mirror est une série d'anthologie dont les épisodes sont liés par un thème commun, là où les autres séries conservent généralement les mêmes acteurs dans les différents épisodes. Chaque épisode est ainsi interprété par acteurs dans des lieux et des époques distinctes. Black Mirror étant une série dystopique et satirique sur les dangers de la technologie, le thème se concentre sur les conséquences imprévues de celle-ci sur nos existences dans un futur proche, voire immédiat.
Tentant de résumer l'argument de sa série, Brooker écrit : « [les épisodes] traitent tous de la façon dont nous vivons maintenant - et de la façon dont nous pourrions vivre dans 10 minutes si nous sommes maladroits », ajoutant que le « black mirror » du titre fait référence aux écrans éteints de nos ordinateurs, nos téléviseurs et nos smartphones.

## Synopsis
Dans un futur proche, une partie de la société a accès à une technologie qui permet d'enregistrer tout ce qu'un individu peut voir et entendre grâce à une puce située derrière l'oreille. À l'aide d'une petite télécommande, l'individu en question peut ensuite revisionner ses souvenirs autant de fois qu'il le désire, directement sur ses yeux ou bien en les projetant sur un écran. Dans ce dernier cas, l'expérience devient collective et toutes les personnes présentes peuvent voir les souvenirs de l'individu qui choisit ou est contraint de les projeter.
Liam Foxwell, un jeune avocat britannique sortant d'une réunion de travail, doute de la sincérité d'une remarque faite par son employeur au cours de cette dernière. Il se surprend donc à revisionner sa réunion à plusieurs reprises, ce qui le conforte dans sa suspicion.
Plus tard, il fait irruption dans une soirée lors de laquelle sa femme Fiona (ou Fi dans la version originale) dîne avec d'anciens amis. Au cours de la soirée, Liam est troublé par la relation que sa femme semble entretenir avec un homme qu'il ne connaît pas, un certain Jonas. En effet c'est un homme excessivement grossier qui multiplie les blagues graveleuses, auxquelles seule la femme de Liam semble réceptive.
De retour chez eux, Liam interroge Fiona sur sa relation avec Jonas. Celle-ci admet avoir eu une aventure avec lui, avant de rencontrer Liam. Mais il se rend rapidement compte que les informations que lui a fournies Fiona concernant la durée de leur « aventure » sont incohérentes. Il sombre alors dans la paranoïa et se dispute avec sa femme. Peu après il décide de lui présenter ses excuses, et les deux ont alors un rapport sexuel, pendant lequel ils visionnent chacun de leur côté des répétitions de leurs ébats antérieurs et plus intimes.
Par la suite, Liam se réveille et descend dans le salon pour se mettre à revisionner des images de la soirée afin d'examiner le comportement de Jonas. Visiblement alcoolique, il en profite pour boire beaucoup (du whisky ou du bourbon). Au petit matin, lorsque Fiona se réveille, il décide de la confronter à nouveau. Celle-ci concède avoir minimisé la durée de sa relation avec Jonas mais maintient que c'est de l'histoire ancienne. La discussion s'envenime et Fiona refuse de continuer à parler avec lui tant qu'il est saoul et retourne se coucher. Liam prend alors une décision radicale et décide de se rendre chez Jonas. Chez ce dernier, la situation dégénère et Liam l'agresse physiquement avec un tesson de bouteille et menace de lui arracher sa puce (ce qui pourrait endommager sa vision et ses capacités neurologiques) s'il n'efface pas tous les enregistrements de ses rapports avec Fiona. Sous la menace, il obtempère. Liam doit néanmoins s'enfuir, car la petite amie de Jonas, témoin direct de la scène, appelle la police. Dans sa fuite, Liam, complètement éméché, a un accident de la route. Reprenant conscience après un certain temps, il décide de revisionner ses souvenirs les plus récents pour comprendre ce qu'il s'est passé car il ne se souvient plus de rien. Il se rend alors compte que lorsque Jonas a supprimé les enregistrements de ses souvenirs avec Fiona, l'un des fichiers supprimés concernait un rapport sexuel ayant lieu 18 mois auparavant, soit la période à laquelle Liam et Fiona conçurent leur petite fille Jodie.
Fou de rage, il rentre chez lui et décide de confronter Fiona à ce sujet. Elle avoue avoir eu des relations sexuelles avec Jonas, lorsque Liam eut quitté le domicile après une dispute. Mais elle affirme qu'un préservatif avait été utilisé et que Liam est donc bien le père de Jodie. Ce dernier demande des preuves. Fiona déclare alors qu'elle a supprimé l'enregistrement, mais Liam n'y croit pas : eût-ce été le cas, il y aurait un trou dans son historique. Lorsque Liam demande à le voir, Fiona tente une feinte pour créer ce trou, mais elle échoue et Liam la contraint alors à diffuser des images de ce rapport sexuel sur l'écran de leur chambre. Une fois de plus les craintes de Liam sont confirmées : aucun préservatif n'a été utilisé, et Jonas peut donc être le père de Jodie.
Peu après, Liam tourne en rond dans sa maison en visionnant directement sur ses yeux des enregistrements de bons moments passés avec Fiona et Jodie. Il prend alors une nouvelle fois une décision radicale, en se retirant sa propre puce avec une lame de rasoir et une pince coupante. Pendant l'opération, une série de souvenirs submerge sa conscience pour faire place à un écran noir qui fait explicitement référence au titre de la série, mais qui peut suggérer une possible cécité de Liam ou bien même sa mort.[Interprétation personnelle ?]

## Fiche technique
- Titre français : Retour sur image
- Titre original : The Entire History of You
- Réalisation : Brian Welsh
- Scénario : Jesse Armstrong
- Photographie : Zac Nicholson
- Montage : Alastair Reid
- Décors : Joel Collins
- Costumes : Gabrielle Spanswick
- Musique : Stuart Earl
- Production : Barney Reisz, Charlie Brooker et Annabel Jones
- Sociétés de production : Zeppotron
- Durée : 44 minutes
- Pays d'origine : Royaume-Uni
- Diffusion originale :
  -  Royaume-Uni : le 18 décembre 2011 sur Channel 4
  -  France : le 15 mai 2014 sur France 4[2]

## Distribution
- Toby Kebbell (VF : Jean-Marco Montalto) : Liam Foxwell
- Jodie Whittaker (VF : Julie Turin) : Fiona "Fi" Foxwell
- Tom Cullen (VF : Emmanuel Rausenberger) : Jonas
- Jimi Mistry : Paul
- Daniel Lapaine : Max
- Amy Beth Hayes (VF : Pascale Chemin) : Lucy
- Rebekah Staton (VF : Magali Rosenzweig) : Colleen
- Rhashan Stone (VF : Fabrice Lelyon) : Jeff
- Phoebe Fox (VF : Geneviève Doang) : Hallam
- Karl Collins : Robbie
- Elizabeth Chan : Leah
- Mona Goodwin : Gina, la baby sitter
- Kemal Sylvester : l'agent de sécurité à l'aéroport

ainsi que, non crédités :
- Chris Martin Hill : L'agent de police 840
- Jackson Kai : l'infirmière
- Bryony Neylan-Francis : une travailleuse du sexe

- source VF

## Accueil

### Accueil critique
L'épisode a reçu des critiques globalement positives. The A.V. Club, accorde à l'épisode la note A- et écrit : « actuelle et sinistre parabole sur un sujet vieux comme le monde, The Entire History Of You est un excellent épisode,. » Le site DenOfGeek ajoute que « comme c'est souvent le cas en science-fiction, [l'épisode] explore les écueils de la technologie de demain. Mais étant donné notre appétit à partager des morceaux choisis de nos vies personnelles sur Internet, l'idée que les gens du futur enregistrent et partagent des souvenirs n'est pas vraiment si incongrue, et la façon dont l'épisode décrit cette avancée est plutôt convaincante, et extrêmement dérangeante,. »
The Telegraph a noté l'épisode 3 étoiles sur 5 et écrit que « c'est le moins efficace des épisodes diffusés jusque-là, parce que l'élément technologique n'était finalement pas si crucial à l'histoire. Les gens jaloux trouveront toujours des façons de détruire leurs relations sans le recours à des bases de données de souvenirs,. »

## Adaptation
L'acteur américain Robert Downey Jr. a mis une option sur l'épisode en vue d'en faire un potentiel film, qui pourrait être produit par Warner Bros. et sa propre société de production, Team Downey.